# Benjamín Prado
Benjamín Prado Rodríguez (Madrid, 13 de julio de 1961) es un poeta, novelista y ensayista español. La obra de este autor ha sido publicada también en Hispanoamérica (Argentina, Cuba, Colombia, Chile, México, Perú y El Salvador), y traducida en Estados Unidos y numerosos países europeos (Gran Bretaña, Francia, Alemania, Italia, Dinamarca, Bélgica, Grecia, Estonia, Letonia o Hungría).
Ha recibido diversos premios, entre los que se encuentran el Hiperión, el Premio Internacional de Poesía Ciudad de Melilla, el Premio Andalucía de Novela, el Generación del 27. y el Premio Pop Eye.

## Obra
En el ámbito de la poesía, el estilo de Prado ha sido considerado cercano al culturalismo, y ha sido incluido en la denominada Generación del 99 junto a otros autores como Aurora Luque, Amalia Bautista o Vicente Gallego.
Sus primeros cinco libros de poesía, Un caso sencillo (1986); El corazón azul del alumbrado (1990); Asuntos personales (1991); Cobijo contra la tormenta (1995, Premio Hiperión) y Todos nosotros (1998), están reunidos, junto con numerosos inéditos que van incrementándose en cada una de sus ediciones, en el volumen Ecuador (2002). Después ha publicado Iceberg (2002, Premio Internacional de Poesía Ciudad de Melilla) y Marea humana (2007, Premio Internacional Generación del 27), que en sus segundas ediciones incluyen numerosos poemas nuevos.
Tras ocho años, regresa con Ya no es tarde (2014).
Su primera novela, Raro (1995), se distribuyó en España y Latinoamérica, obteniendo una buena acogida en México, Argentina y Colombia. En 1996 publicó Nunca le des la mano a un pistolero zurdo y Dónde crees que vas y quién te crees que eres. Esta última obra, destinada a un público juvenil, fue considerada un paradigma de la metaficción. Después llegaría Alguien se acerca (1998), en la que indaga en el tema de las personas que desaparecen para cambiar de vida; y No sólo el fuego (1999), inicialmente titulada Zona roja, que se alzó con el XIV Premio Andalucía de Novela, y con la que inicia una indagación de algunos de los capítulos de la historia de España que proseguirá en libros futuros. En el año 2000 publica La nieve está vacía, una novela de género negro.
Ya en el año 2006 ve la luz Mala gente que camina (2007), que habla del robo de niños por parte de la dictadura a los republicanos. En 2011 se publica Operación Gladio, una novela de espías en la que se indagan algunos de los sucesos más oscuros de la Transición española.
En el año 2013 salen en conjunto la novela Ajuste de cuentas y el libro de cuentos Qué escondes en la mano: ambos textos realizan un juego metafictivo en el cual los cuentos publicados son el resultado de aquellos relatos que Juan Urbano (narrador de Ajuste de cuentas) no pudo terminar.
Fuera del ámbito de la novela ha publicado el libro de relatos Jamás saldré vivo de este mundo (2004), en el que contó con autores invitados en algunos de los cuentos: Juan Marsé, Javier Marías, Almudena Grandes y Enrique Vila-Matas.
También es autor de los ensayos Siete maneras de decir manzana (2001), una defensa del género lírico, y Los nombres de Antígona (2001) en el que traza retratos de cinco escritoras, Anna Ajmátova, Marina Tsvetáyeva, Carson McCullers, María Teresa León e Isak Dinesen, y por el que recibió en 2002 el Premio de Ensayo y Humanidades José Ortega y Gasset. También es coautor, junto a Teresa Rosenvinge, de la biografía Carmen Laforet (2004) y de los tomos autobiográficos A la sombra del ángel. 13 años con Alberti (2002) y Romper una canción (2010); así como de los tomos de aforismos Pura lógica (2012), Doble fondo (2014) y Más que palabras (2015).

#### Poesía
- Un caso sencillo (1986)
- El corazón azul del alumbrado (1991)
- Asuntos personales (1991)
- Cobijo contra la tormenta (1995)
- Todos nosotros (1998)
- Iceberg (2002)
- Marea humana (2006)
- Ya no es tarde (2014)
- Acuerdo Verbal. Poesía (1986-2014)
- Paradero desconocido (2023)

Antologías
- Ecuador. Poesía 1986-2001. Hiperión. Madrid, España. 2002.
- Mi antología. Biblioteca de poesía española. Universidad de las Américas. Puebla, México, 2007.
- Aquí y entonces. Embajada de España en Cuba. La Habana, Cuba, 2008.
- No me cuentes tu vida. Editorial Mesa Redonda. Lima, Perú, 2011.[23]
- Si dejas de quererme lo sabrá este poema. Ediciones La Fragua. San Salvador. El Salvador, 2012.[24]
- Yo sólo puedo estar contigo o contra mí. Círculo de Poesía. México, 2012.[25]
- Yo tenía tres modos de pensar: ciudades, ríos y rock and roll. Edición y nota de Sonia San Román. Ediciones del 4 de agosto. España. 2013.[26]

#### Narrativa
- Raro (1995, reedición 2012 y 2023)
- Nunca le des la mano a un pistolero zurdo (1996)
- Dónde crees que vas y quién te crees que eres (1996)
- Alguien se acerca (1998)
- No sólo el fuego (1999)
- La nieve está vacía (2000)
- Jamás saldré vivo de este mundo, relatos (2003)
- Mala gente que camina, Los casos de Juan Urbano, 1 (2006)
- Operación Gladio, Los casos de Juan Urbano, 2 (2011)
- Ajuste de cuentas, Los casos de Juan Urbano, 3  (2013)
- Qué escondes en la mano, relatos (2013)
- Los treinta apellidos, Los casos de Juan Urbano, 4 (2018)
- Todo lo carga el diablo, Los casos de Juan Urbano, 5 (2020)
- Los dos Reyes. Los casos de Juan Urbano, 6 (2022)
- El anillo del general, Los casos de Juan Urbano, 7 (2024)

#### Ensayo
- Siete maneras de decir manzana (2000)
- Los nombres de Antígona (2001)
- A la sombra del ángel. 13 años con Alberti, memorias (2002)
- con Teresa Rosenvinge: Carmen Laforet, biografía (2004)
- Romper una canción, sobre la composición del disco Vinagre y rosas (2009)
- Pura lógica, aforismos (2012)
- Doble fondo, aforismos (2014)
- Más que palabras, aforismos (2015)
- con Joaquín Sabina:[27] Incluso la verdad. La historia secreta de Lo niego todo (2017)

### Colaboraciones con músicos
- Ha coescrito con el cantante Joaquín Sabina varias canciones, entre ellas la mayoría de los discos Vinagre y rosas (2009)[28][29] y Lo niego todo (2017).
- Participó junto al grupo Pereza en la clausura de la VIII edición del Premio Internacional de Poesía de Granada.[30] Uno de los miembros de Pereza, Rubén Pozo, también participó (junto a Paco Cifuentes y Marwan) en la presentación de la reedición de la novela de Prado, Raro.[31]
- Ha colaborado en diversas ocasiones con el músico Coque Malla.[32][33]
- Colaboró junto a Amaia Montero en la composición de algunas de las canciones incluidas en el álbum Nacidos para creer (2018) de la cantante.
- Colabora  con  Óscar Lobete escribiendo la letra de la canción Donde no estás tú está el sur perteneciente al disco  Diario de un Músico (2023).